# Åby
För andra betydelser, se Åby (olika betydelser).
Åby är en tätort i Norrköpings kommun i nordöstra Östergötland belägen drygt 7 kilometer norr om Norrköping. Den ligger norr om slätten vid Bråvikens innersta del och breder ut sig över Hultdalens sluttningar.

## Historia
Namnet betyder 'gården vid ån', i detta fall Pjältån.

### Forntiden
1928 upptäcktes den så kallade Åbyboplatsen av Torsten Engström och H. Thomasson. På ett område av cirka 200x40 meter hittades keramik på 26–29 meter över havet. Man har hittat en stor mängd keramik och lämningarna har daterats till 3600–2900 f.Kr. Området ligger vid Åbymoskolan på båda sidor om Sportvägen, och den är en av de största gropkeramiska boplatserna i Östergötland.
En stor undersökning genomfördes 1934–1936 av Axel Bagge i samband med att en skolvaktmästarbostad skulle uppföras vid korsningen Sportvägen-Lindbyvägen. Mer än 600 kilo fyndmaterial grävdes upp. Förutom keramik hittade man stenskodda härdar, gropar och möjliga rester av hyddor och gravar. 1947 och 1952 gjordes nya undersökningar under ledning av A. Lindahl, bland annat på området bakom Åbymoskolans lågstadiebyggnad.
1992 genomfördes nya undersökningar söder om Åbymoskolan då man hittade stolphål, gropar och keramik, denna antas vara från Fagervik III-perioden, d.v.s cirka 3700–2500 f.Kr.
Mellan 30 november och 2 december 1994 gjordes en undersökning av Mats Larsson, förste antikvarie på Riksantikvarieämbetet. Man grävde fem schakt på gården framför lågstadieskolan. 4,2 kilo keramik hittades uppdelat på 753 skärvor. Dessutom hittades kvarts, flinta, brända ben samt en tresidig pilspets av skiffer.
I samband med att E4 byggdes grävdes Bådstorpsgravfältet ut 1959 där man fann lämningar från järnåldern fram till 1000-talet. Ett 100-tal gravar undersöktes och man fann att gravgodset var bränt, det som återstod var sparsamt: enstaka knivar, pärlor och bronskedjor. Det legendariska Bråvallaslaget har enligt Nordén (1918) ägt rum strax utanför Åby..

### 1600–
Den tyska affärsmannen Peter Kruse, adlad Crusebjörn, arrenderade 1638 ett kronohemman i den by som då kallades Lilla Åby. Där startade han Lilla Åby gästgivaregård. Gästgivaregården har med säkerhet varit i funktion från 1639. Den låg lämpligt till med skjutsning åt Krokek, Simonstorp och Norrköping. Många kända personer har övernattat, ätit eller bytt hästar här, till exempel Erik Dahlbergh (flera tillfällen 1669-1683), Axel von Fersen, Kristina Nilsson (1907) och Kata Dahlström (8 november 1915). Carl von Linné beskriver gästgiveriet i samband med sin s.k. Östgötaresa. Drottning Kristina med uppvaktning stannade en natt här 1654 under sin resa till Rom.
Antalet gästgiverier minskade i hela landet i början av 1900-talet, och i Åby upphörde gästgiveriet 1923. Fram till 1933 fungerade det gamla gästgiveriet som en taxirörelse.
Bråbo härad lät 1639 uppföra ett tingshus strax intill gästgiveriet, där Åbylundskyrkan nu står. Det var ett ganska litet hus, 10,2x6.6 meter stort. År 1715 var huset i ganska dåligt skick och behövde repareras. Men ingenting hände, och 1742 var huset helt fallfärdigt. 1755 såldes huset på auktion och flyttades. Ännu på 1960-talet fanns huset kvar, beläget vid Korshällan väster om Herrsjön.
Redan 1653 fanns en krog i Åby, den låg vid vägskälet mot Krokek och Simonstorp nära nuvarande Åby centrum. Krogen kallades Bocksten och fanns kvar fram till början av 1800-talet.

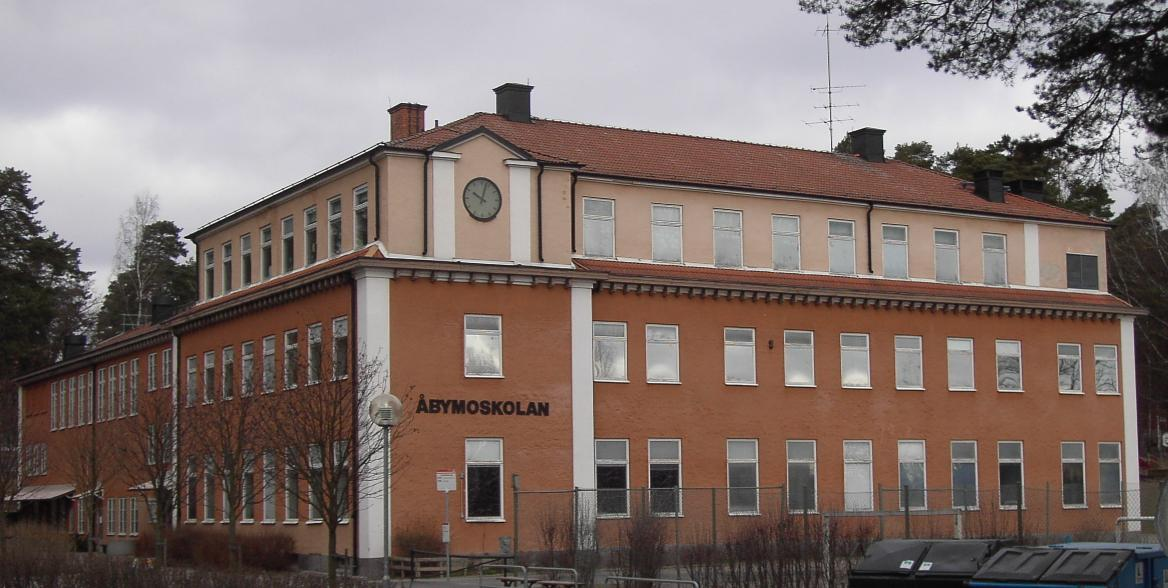
Åbymoskolan från 1918.

I Torshag startade Torshags skola 1858, de barn som arbetade i bomullsspinneriet där fick undervisning på raster. Åby skola startade i en byggnad 1875. Åbymoskolans nuvarande byggnad är från 1918. Vid en brand i skolköket den 7 maj 1923 förstördes den tredje våningen och denna har sedan dess ett något annorlunda utseende. År 2012 revs Åbymoskolan på grund av mögel och fuktskador. Den nya Åbymoskolan, som byggts på den tidigare skolans plats, stod klar för undervisning till hösten 2014.
Bredvid Åbymoskolan ligger kommunhuset. Huset byggdes 1906 och har haft ett flertal funktioner: lokaler för kommunstyrelsen, skolbespisning, pastorsexpedition, polislokaler, skolläkare och lektionssal. 1971 slogs Kvillinge kommun samman med Norrköpings kommun och huset har under några år använts av kommundelsnämnden. Numera (2012) används det som vandrarhem.
Ättetorpskyrkan uppfördes 1962, arkitekt var Kurt von Schmalensee.

### Järnvägen
Arbetet med järnvägen Katrineholm - Norrköping inleddes 1863. Det var ett invecklat arbete, eftersom banan på en ganska kort sträcka skulle sänka sig från 65 meter över havet till bara 3 meter över havet. Den 2 juli 1866 var det dags för festlig invigning med 350 särskilt inbjudna. En resa mellan Norrköping och Åby kostade 60 öre i första klass, 40 öre i andra klass och 20 öre i tredje klass.
Den första järnvägsstationen låg på Djupadalsvägen 11. Den gamla järnvägsstationen är sedan lång tid ombyggd till ett vanligt bostadshus.
1915 invigdes järnvägen mellan Åby och Järna via Nyköping, Nyköpingsbanan. Man byggde det som nu är Åby station enligt Folke Zettervalls ritningar. Förutom där så fanns det även några hållplatser som Bråvalla (vid Nyköpingsvägen 34) och Björnsnäs. På järnvägen mellan Åby och Krokek inträffade 1918 en allvarlig järnvägsolycka, se Tågolyckan i Getå, då 41 personer omkom.
Persontågen slutade stanna i Åby den 18 juni 1973. även trafiken till och från Simonstorp, Loddby och Kolmården lades ner den dagen.

### Befolkningsutveckling
| Befolkningsutvecklingen i Åby 1950–2020                                | Befolkningsutvecklingen i Åby 1950–2020 | Befolkningsutvecklingen i Åby 1950–2020 | Befolkningsutvecklingen i Åby 1950–2020 | Befolkningsutvecklingen i Åby 1950–2020 |
| ---------------------------------------------------------------------- | --------------------------------------- | --------------------------------------- | --------------------------------------- | --------------------------------------- |
|                                                                        |                                         |                                         |                                         |                                         |
| År                                                                     |                                         |                                         | Folkmängd                               | Areal (ha)                              |
| 1950                                                                   | 1950                                    |                                         | 2 218                                   |                                         |
| 1960                                                                   | 1960                                    |                                         | 2 794                                   |                                         |
| 1965                                                                   | 1965                                    |                                         | 3 326                                   |                                         |
| 1970                                                                   | 1970                                    |                                         | 4 175                                   |                                         |
| 1975                                                                   | 1975                                    |                                         | 4 898                                   |                                         |
| 1980                                                                   | 1980                                    |                                         | 5 218                                   |                                         |
| 1990                                                                   | 1990                                    |                                         | 5 116                                   | 305                                     |
| 1995                                                                   | 1995                                    |                                         | 5 017                                   | 311                                     |
| 2000                                                                   | 2000                                    |                                         | 4 632                                   | 311                                     |
| 2005                                                                   | 2005                                    |                                         | 4 805                                   | 311                                     |
| 2010                                                                   | 2010                                    |                                         | 4 980                                   | 332                                     |
| 2015                                                                   | 2015                                    |                                         | 6 917                                   | 533                                     |
| 2020                                                                   | 2020                                    |                                         | 7 157                                   | 537                                     |
| Anm.: Sammanvuxen med Jursla och Loddbynäset 2015 samt med Loddby 2023 |                                         |                                         |                                         |                                         |

## Samhället
Åby är en villa- och lägenhetsbebyggd förort. Orten består av flera olika delar, bland andra Stationsgärdet, Gästgivarområdet, Diplomatstaden, Åbymo, Ättetorp, Torshag, Övre Åby. 
Åby har flera låg- och mellanstadieskolor och en högstadieskola, Hultdalsskolan. I centrum finns en livsmedelsaffär, apotek, bageri, vårdcentral, frisörer samt ett flertal restauranger. Det finns även en bensinstation, en kiosk, två kyrkor Ättetorpskyrkan och Åbylundskyrkan, en arena Åby Arena samt en simhall.

### Kulturhistoriskt intressanta byggnader
| Bild | Benämning                             | Byggår                | Arkitekt                        | Position/Koordinater                                    | Beskrivning |
| ---- | ------------------------------------- | --------------------- | ------------------------------- | ------------------------------------------------------- | --- |
|      | Björnsnäs herrgård                    | 1848                  | Isak Gustaf Clason              | 58°39′38.45″N 16°12′51.08″Ö / 58.6606806°N 16.2141889°Ö | Vitputsad tvåvånings stenbyggnad i karolinsk stil. Valmat säteritak av tegel med två torneller. Park av Rudolf Abelin |
|      | Björnvikens säteri                    |                       |                                 | 58°38′42.63″N 16°11′36.31″Ö / 58.6451750°N 16.1934194°Ö | Om och tillbyggd 1924. Ursprungligen en flygel till den huvudbyggnad som brändes ned av ryssarna 1719 |
|      | Eriksberg                             | 1700-talet            |                                 | 58°40′36.03″N 16°14′18.18″Ö / 58.6766750°N 16.2383833°Ö | Huvudbyggnad i två våningar i korsvirke och trä. Två flyglar, den ena från 1700-talet, den andra från tidigt 1800-tal. I väster finns en tillbyggnad uppförd åt änkedrottning Sofia av Nassau                                                         |
|      | Hammaren                              | 1900                  | Karl Flodin och John Franzén    | 58°39′49.16″N 16°15′55.55″Ö / 58.6636556°N 16.2654306°Ö | Fredgastiftelsens sommarvilla; typisk grosshandlarvilla med dominerande utsiktstorn, balkonger och snickeridetaljer |
|      | Hotell Stenkullen                     | 1862                  | Adolf W. Edelsvärd              | 58°40′9.58″N 16°12′36.91″Ö / 58.6693278°N 16.2102528°Ö  | f.d. sommarvilla uppförd av fabrikör Erik Swartz, tillbyggd och restaurerad 1910 |
|      | Hults bruk                            | 1785                  | Isak Gustaf Clason (herrgården) | 58°40′26.04″N 16°7′34.08″Ö / 58.6739000°N 16.1261333°Ö  | Välbevarad bruksmiljö med herrgård, disponentbostad, , bruksgata, yxpressverkstad m.m. |
|      | Jakobsdal                             | 1850-1900 ca          |                                 | 58°40′49.22″N 16°6′49.33″Ö / 58.6803389°N 16.1137028°Ö  | Sommarhus från senare delen av 1800-talet samt ett lusthus |
|      | Krusenhof                             | 1913-1914             | Ivar Tengbom                    | 58°38′25.61″N 16°13′28.2″Ö / 58.6404472°N 16.224500°Ö   | Huvudbyggnad uppförd 1914 av Otto Printzsköld, i en stil inspirerad av barock och rokoko. Intill finns Gula Villan från 1913. Trädgårdspaviljong med målningar av Filip Månsson. Parken omkring skapades ursprungligen av Rudolf Abelin.              |
|      | Lida gård                             | 1775                  |                                 | 58°38′57.99″N 16°7′31.55″Ö / 58.6494417°N 16.1254306°Ö  | Timmerbyggnad från 1775 med brant mansardtak. Envåningsflyglar i rött timmer. Ursprungligen fanns en engelsk park med dammar |
|      | Skoga                                 | 1891                  | Agi Lindegren                   | 58°40′6.77″N 16°12′54.71″Ö / 58.6685472°N 16.2151972°Ö  | Politikern Carl Swartz uppförde denna villa i fornnordisk/nationalromantisk stil med fasader i korsvirke och fjällpanel. Huset har altaner, burspråk och dekorativa takkupor. Byggnadsminne sedan 1991.                                               |
|      | Stens f.d. skola                      | 1889                  |                                 | 58°41′49.24″N 16°9′29.81″Ö / 58.6970111°N 16.1582806°Ö  | Envånings skolbyggnad uppförd i slaggsten. I bruk till 1940. Numera i privat ägo. |
|      | Sätra gårds ladugård                  |                       |                                 | 58°40′28.7″N 16°8′17.63″Ö / 58.674639°N 16.1382306°Ö    | Uppförd i sten med vitputsad fasad med tegelinramningar i rött. Åttkantig rundlada i rött timmer |
|      | Torshag                               | 1845                  |                                 | 58°40′35.63″N 16°10′36.25″Ö / 58.6765639°N 16.1767361°Ö | Fyra bostadskaserner för arbetare från 1845, ett magasin av 1700-talstyp samt tjänstemannavillor. Renoverade och ombyggda 1976 |
|      | Villa Fridhem                         | 1906-1910             | Ferdinand Boberg                | 58°40′10.39″N 16°15′29.44″Ö / 58.6695528°N 16.2581778°Ö | Före detta sommarhus åt Prins Carl och familj |
|      | Åby f.d. gästgivaregård och krogstuga | 1700-talet och senare |                                 | 58°39′40.75″N 16°10′30.78″Ö / 58.6613194°N 16.1752167°Ö | Tidstypisk krogstuga i två våningar som uppfördes under 1700-talets andra halva. På övervåningen finns tapetfragment bevarade. Dessutom finns själva gästgivargården, en drängstuga och en tvättstuga kvar. Stall, vagnslider och magasin har rivits. |
|      | Åby Folkets Hus                       | 1922                  |                                 | 58°40′13.58″N 16°11′23.7″Ö / 58.6704389°N 16.189917°Ö   | Tidstypiskt folkrörelsehus i två våningar med samlingssal och bostadsdel. Fasadens sidiplattor har tillkommit senare. |

## Näringsliv
Det finns även flera industrier, de flesta belägna i Jursla.

## Fritidsaktiviteter
I Åby finns idrottsföreningarna: Åby tennisklubb, Hultic (handboll), Åby IF (fotboll) och Åby Oilers (innebandy). Dessutom en skidanläggning, Yxbacken. Det finns även flera scoutkårer så som Åby scoutkår och Kvillinge scoutkår.

## Personer från orten
- Georg "Åby" Ericson, Sveriges förbundskapten i fotboll under 1970-talet.
- Håkan Ericson, landslagstränare för Färöarnas herrfotbollslag,[15] lagkapten och EM-guldmedaljör i svenska U21-laget 2015.[16]
- Pernilla Wiberg, alpin skidåkare med ett flertal OS- och VM-guld samt 24 världscupssegrar.[17].
- Peter Samuelsson, basist i dansbandet Barbados.[18]
- Jessica Wik, fotbollsspelare. [19]
- Pontiak Johanzon, sångare och låtskrivare